# Jean Thiriart
Jean-François Thiriart (22 de marzo de 1922 - 23 de noviembre de 1992), fue un filósofo político belga asociado con neofascistas y neonazis. En la década de 1960 rechazó su pasado nazi y promovió ideas paneuropeas al fundar la Jeune Europe.
De esta manera, concibió el "nacional-comunitarianismo europeo", a veces llamado nacional-comunismo europeo, que es una síntesis del nacionalismo revolucionario y el nacionalismo europeo, es decir, un nacionalismo revolucionario transpuesto a la escala de una nación europea unificada.

## Juventud
Cuando joven, vivió en Lieja, abandonó la escuela secundaria y se convirtió en optometrista (óptico).
Inicialmente militó en la Jeune garde socialiste (Joven Guardia Socialista) y en la Union socialiste antifasciste (Unión Socialista Antifascista) y en otros movimientos pacifistas de izquierda.
Durante la Segunda Guerra Mundial se unió al Fichte Bund (una organización derivada del movimiento völkisch, fundada en Hamburgo en 1914) y al Amis du Grand Reich (Amigos del Gran Reich Alemán) (AGRA), que era una asociación remota controlada por Alemania que reunía a colaboracionistas de izquierda que eran hostiles a Léon Degrelle (líder del Partido Rexista).
El 22 de octubre de 1944 fue detenido y puesto en libertad el 9 de febrero de 1946.

## Movimiento de acción cívica
El 8 de julio de 1960 participó en la fundación del Comité d'action et de défense des Belges d'Afrique (Comité de Acción y Defensa de los Belgas en África, CADBA), que en septiembre de 1960 pasaría a llamarse Mouvement d 'action civique (Movimiento de Acción Cívica - MAC), que era una organización de extrema derecha que defendía la continuación de la dominación colonial de África por parte de los países europeos y la construcción de una política europea comunitaria que se extendería desde Noruega hasta Sudáfrica, en forma de Estado con dimensiones intercontinentales y con características jacobinas.
Este movimiento brindó apoyo logístico a la Organisation Armée Secrète (Organización del Ejército Secreto, OAS), una organización terrorista francesa que se oponía a la independencia de Argelia y por lo tanto llevó a cabo varios ataques en Argelia y Francia.
MAC adoptó la cruz celta como su emblema y, en el período anterior a las elecciones legislativas belgas de 1961, intentó, sin éxito, reunir las diversas formaciones de extrema derecha de la época en una sola formación política. Luego de conflictos internos, dejó de existir en septiembre de 1962.
Tras la disolución, parte de los miembros de MAC fundarían la Jeune Europe (Europa Joven), que sería dirigida por Jean Thiriart.

## Partido Nacional Europeo
El 1 de septiembre de 1961, Thiriart publicó el "Manifiesto por la nación europea".
En marzo de 1962, Thiriart representó al MAC en una reunión en Venecia que reunió a algunas organizaciones europeas de extrema derecha, como el Movimiento Social Italiano el Partido Socialista del Reich; y el Movimiento por la Unión (organización británica dirigida por Oswald Mosley).
Al final de la reunión, los presentes declarantes publicaron una declaración conjunta en la que expresaron su deseo de fundar un Partido Nacional Europeo, centrado en la defensa de la unidad europea, rechazar la subordinación de Europa Occidental a los Estados Unidos  y la defensa de la reintegración de Europa del Este en la comunidad europea.
Sin embargo, esta iniciativa duró poco, ya que el nacionalismo de italianos y alemanes les llevó rápidamente a romper sus compromisos europeístas.
Después de eso, Thiriart se puso manos a la obra y concluyó que la única solución estaba en la creación desde cero de un "Partido Revolucionario Europeo" en un frente común con partidos o países contrarios al orden establecido por la Conferencia de Yalta.

## Jeune Europe
A partir de 1960, la doctrina del "Communutarisme national-européen" (Comunitarianismo nacional-europeo), cuyo carácter socialista se afirmó desde el principio, evolucionó gradualmente hacia posiciones nacional-comunistas. Si en los primeros años del movimiento había una derecha considerable y fuertemente anticomunista, la perspectiva del movimiento evolucionó de manera que, en la década de 1980, comenzó a tener características euro-soviéticas, es decir, comenzó a defender la creación de un espacio europeo que se extendería desde Dublín hasta Vladivostok en oposición a la hegemonía norteamericana.
En enero de 1963, exmiembros del MAC y otros seguidores de Jean Thiriart fundaron la Jeune Europe, una organización que llegó a tener miembros en Austria, Alemania, España, Francia, Gran Bretaña, Italia, Países Bajos, Portugal y Suiza. La organización comenzó a publicar el semanario Jeune Europe, con una tirada de 10.000 ejemplares.
En junio de 1964, Jean Thiriart publicó: Un Empire de quatre cents milliones d'hommes, l'Europe.
En 1964, en el ámbito de la organización Jeune Europe, liderada por Jean Thiriart, se produjo una escisión que resultó en la eliminación del sector más fuertemente anticomunista y, de esta forma, la organización comenzó a adoptar un antiamericanismo radical y tesis propias del nacionalcomunismo. De ese modo, en 1965, definió el comunismo como "un socialismo nacional-europeo" y agregó que "en medio siglo, el comunismo conducirá, nos guste o no, al comunitarismo".
En el verano de 1966, Thiriart viajó a Rumania y Yugoslavia, donde sostuvo encuentros con líderes de aquellos países que estaban construyendo modelos de comunismo con características nacionales de manera más independiente, con mayor autonomía en relación con el Partido Comunista de la Unión Soviética (PCUS).
En agosto de 1966, la revista diplomática oficial del gobierno yugoslavo Medunarodna Politika publicó un extenso artículo de Thiriart, traducido al serbocroata bajo el título de Evropa od bresta do buquresta.
A partir de 1966, la organización comenzó a publicar mensualmente la revista La Nation Européenne, editada por el francés Gérard Bordes, con una tirada aproximada de 10.000 ejemplares. Esta revista contó con colaboradores franceses, belgas, italianos, suizos, alemanes, portugueses, holandeses, británicos y españoles, así como con corresponsales en Argelia, Argentina, Brasil y Egipto.
La revista La Nation Européenne también publicó artículos de personas ajenas a la Jeune Europe, como el diputado francés Francis Palmero; Selim Ei-Yafi, Embajador de Siria en Bruselas; Nather El Omari, Embajador de Irak en París y los escritores Pierre Gripari, Pierre Lance y Hervé Lavenir.
Además, publicó entrevistas, entre otros, con el expresidente argentino Juan Domingo Perón, entonces exiliado en España y que decía apoyar todas las ideas de la Jeune Europe. También con Ahmed Shukeiri, fundador y presidente de la Organización para la Liberación de Palestina, quien dio su bendición a la "Jeune Europe"; Tran Hoai Nam, jefe de la misión del Viet Cong en Argelia; Cherif Belkacem, coordinador de la secretaría ejecutiva del FLN de Argelia; el filósofo argelino Malek Bennabi; el líder de las Panteras Negras Kwame Ture y el maoísta Gérard Bulliard, líder del Partido Comunista de Suiza.
A partir de febrero de 1967, la sección italiana, que contaba con dos tercios de los militantes de la organización, comenzó a publicar una versión italiana de la revista: La Nazione europea, que tenía a Claudio Mutti, Pino Balzano y Claudio Orsi como principales colaboradores. Algunos de estos participarían en la organización Lotta di Popolo.
Entre los objetivos de la organización estaba crear "Brigadas Revolucionarias Europeas" para iniciar la lucha armada contra la presencia militar estadounidense. Para esto, buscó el apoyo de China, Yugoslavia, Rumania, Irak, Egipto y la Autoridad Palestina.
En 1969, decepcionado por el relativo fracaso de su movimiento, Thiriart abandonó la Jeune Europe, que se disolvió poco después de la partida de su principal líder.

## Después de Jeune Europe
En la década de 1980, sus ideas fueron retomadas por los militantes de la corriente Les tercéristes radicales dentro del movimiento Troisième Voie y por los editores de los periódicos belgas: Conscience Européenne y Volonté Européenne y del periódico francés Le Partisan européen.
En 1984, participó en la fundación del Parti communautaire national-européen (Partido Comunitario Nacional-Europeo), donde permaneció hasta 1988.
A partir de 1991, el Front européen de libération (Frente Europeo de Liberación - FEL) intentó, con el apoyo de Thiriart, desarrollar un movimiento paneuropeo similar a la Jeune Europe. Pero en la práctica, nunca superó la condición de alianza de grupos y partidos, cada uno con su propia estructura, programa y modo de funcionamiento, y no un partido de tipo unitario como lo fue la Jeune Europe.
En 1992, Thiriart viajó a Moscú, junto con una delegación de la FEL, para reunirse con Aleksandr Duguin, Yegor Ligachov y Guennadi Ziugánov, los líderes de la oposición a Boris Yeltsin.
El 23 de junio de 1992, murió de un infarto, poco después de regresar a Bélgica, dejando inconclusos varios trabajos teóricos en los que analizaba la necesaria evolución de la lucha antiamericana por la desaparición de la Unión Soviética.

## El sincretismo de la Guerra Fría
Thiriart se opuso fuertemente al imperialismo estadounidense, pero también, durante la Guerra Fría, a la política de la Unión Soviética y sus aliados. Thiriart se oponía tanto a la inmigración como al imperialismo, defendiendo la liberación, soberanía y autodeterminación de los pueblos europeos. Sus posturas, con influencias tanto de la extrema derecha como de la extrema izquierda, condujeron a su enemistad con elementos de ambos bandos. Thiriart negó siempre ser nazi, y afirmaba que su ideología se encontraba en una posición intermedia entre la izquierda y la derecha, sin encajar en ninguno de los dos polos ideológicos, al igual que la mayoría de movimientos fascistas o tercerposicionistas.
De acuerdo con el académico norteamericano George Michael, Thiriart sirvió como consejero de Fatah (dentro de la Organización para la Liberación de Palestina) durante la década de 1970.

## Nacional-bolchevismo y últimos años
Thiriart se movió hacia el nacional-bolchevismo y en sus últimos años trabajó estrechamente con los exponentes de esta idea en esos años, como Aleksandr Duguin.
Thiriart fue en sus últimos años partidario de "un Imperio Euro-Soviético que se extienda desde Dublín a Vladivostok y que necesitaría expandirse hacia el sur, ya que requiere de un puerto en el océano Índico". Duguin adoptaría más tarde esta idea, convirtiéndola en el frontispicio de su libro de 1997 Fundamentos de la geopolítica.
Al mismo tiempo que era miembro del pequeño Frente Europeo de Liberación, Thiriart comenzó a pasar grandes temporadas en Rusia, país en el que veía potencial para la explosión del nacionalismo europeo.
Finalmente, Thiriart murió de un ataque al corazón el 23 de noviembre de 1992.

## Obras
- Un empire de 400 millions d'hommes l'Europe (Bruselas, Imprimerie Sineco, 1964)
- La grand nation: 65 thèses sur l'Europe (Bruselas, 1965)
- Editoriaux de Jean Thiriart (1965-1969): la nation européenne (Charleroi: Edition Maciavel, 1969)
- The Great Nation: Unitarian Europe - From Brest to Bucharest (Manticore Press, 2018; ISBN 978-0648299684)
- Istanbul, the geopolitical capital of the United States of Europe, Russia, and Asia (Lewiston, Lampeter: Edwin Mellen Press, 2019; ISBN 978-1495507571)
- The geopolitical unification of Europe, Russia, and Central Asia: creating a unitary transcontinental multinational state (Lewiston, Lampeter: Edwin Mellen Press, 2019; ISBN 978-1495507564)